# 里克·赫斯本德
里克·道格拉斯·赫斯本德（英語：Rick Douglas Husband，1957年7月12日—2003年2月1日），原名理查德·道格拉斯·赫斯本德（Richard Douglas Husband），是美国空军上校、宇航员。他曾参加发现号航天飞机STS-96和哥伦比亚号航天飞机STS-107两次太空任务，在第二次任务返航途中遭遇航天飞机失事殉职。
赫斯本德自幼向往飞行，4岁起就希望成为宇航员。他在17岁时考取飞行执照，在德克薩斯理工大學就读期间参加了美国空军預備軍官訓練團的飞行员训练项目。1980年毕业后，赫斯本德进入空军，受训成为F-4幽靈II戰鬥機飞行员。之后转任飞行教官，负责指导F-4E飞行员。1987年，赫斯本德通过试飞员课程，还曾交换至英国皇家空军参与试飞。在空军服役期间，赫斯本德共驾驶过40余种机型，飞行时间超过3,800小时。
1994年，赫斯本德在四次提交申请后终于成功入选美国宇航局第十五組太空人，接受训练后成为飞行员宇航员。1999年5月27日，赫斯本德以飞行员的身份参与了发现号航天飞机STS-96任务，负责驾驶航天飞机。此行向建设中的国际空间站运送了大量物资，还实现了航天飞机与国际空间站的首次对接。次年，赫斯本德入选哥伦比亚号航天飞机STS-107任务，担任指令长。哥伦比亚号于2003年1月16日升空，2月1日在返航途中失事解体。赫斯本德和任务中的其他六位宇航员全数遇难。之后美国政府和民间举行了哀悼和纪念活动。美国总统乔治·W·布什为赫斯本德和其他六人授予国会太空荣誉勋章，研究人员以他的名字命名天体及表面地貌。赫斯本德的家乡以他的名字命名机场，美国宇航局天鹅座6号任务中的飞船也命名为“里克·赫斯本德号”。

## 早年生活和教育
里克·赫斯本德于1957年7月12日在美国得克萨斯州阿馬里洛出生，父亲是道格拉斯·厄尔·赫斯本德（Douglas Earl Husband），母亲是简·弗吉尼亚·赫斯本德（Jane Virginia Husband）。他的父亲是一位海军飞行员，曾经参加过朝鲜战争。里克·赫斯本德和弟弟基斯（Keith）都受到父亲的影响，自幼向往飞行。里克在日后进入空军驾驶战斗机，基斯则成为民航飞行员。赫斯本德4岁时在电视上看到水星计划的新闻，自此梦想成为宇航员，童年时目睹的阿波罗计划登陆月球更加激发了他的动力。
1975年，17岁的赫斯本德从阿马里洛高中（Amarillo High School）毕业，同年夏天就在当地的信风机场考取了飞行执照。赫斯本德之后进入得克萨斯州拉伯克的德克薩斯理工大學学习，主修机械工程。他在大学期间加入了預備軍官訓練團，参加了飞行员训练项目。他还向美国宇航局写信，询问成为宇航员需要满足的基本要求。宇航局回信介绍了飞行员宇航员和任务专家的区别以及相应的招募标准。赫斯本德自此了解了未来努力的方向，希望成为一名飞行员宇航员。1980年，赫斯本德获得大学颁发的“工程学杰出学生”荣誉，同年毕业获得理学士学位，并成为預備軍官訓練團“优秀毕业生”。他随后进入空军，获得少尉军衔。

## 空军生涯
进入空军后，赫斯本德在俄克拉荷马州万斯空军基地接受飞行训练。1981年10月完成训练后，他被分配至佛罗里达州霍姆斯泰德空军基地参加F-4幽靈II戰鬥機训练。他于1982年9月结束训练，赴佐治亚州穆迪空军基地驾驶F-4E战斗机。1985年9月至11月间，赫斯本德回到霍姆斯泰德空军基地，进入F-4教官学校学习。随后他在同年12月调动至加利福尼亚州乔治空军基地，负责执教F-4E飞行员，任飞行教官和学术指导。1987年，他还获得战术空军司令部年度F-4飞行教官的荣誉。
1987年12月，赫斯本德前往加利福尼亚州爱德华兹空军基地美国空军试飞员学校参加试飞员课程，以试飞员学校“优秀毕业生”的身份完成课程。他在试飞生涯中驾驶过F-4和五种F-15鷹式戰鬥機机型。在F-15综合测试飞行队任职期间，他负责主管普惠F100-PW-229涡轮发动机的测试，还驾驶F-15完成特技飞行表演。 赫斯本德在爱德华兹空军基地时参加了加州州立大学弗雷斯诺分校的深造项目，于1990年获得机械工程专业理学硕士学位。
1992年6月，赫斯本德在英美两国空军合作中交换至英国皇家空军，赴英格兰巴斯坎道空军基地执行任务。在此期间，他试飞了旋风GR1和GR4等多种机型，其中一些机型直至21世纪初仍在英国皇家空军服役。在整个空军生涯中，赫斯本德共驾驶过40多种不同的飞机，总计飞行时间超过3,800小时。

## 航天经历
成为宇航员一直是赫斯本德的梦想。他曾四次向美国宇航局提交申请，其中两次进入最终面试，直至最后一次才获得成功。1994年12月，赫斯本德从2,962名申请者中脱颖而出，成为入选第十五組太空人的19人之一，在次年3月前往得克萨斯州休斯敦林顿·约翰逊太空中心接受训练。此时他的军衔为少校。他日后称入选宇航员“实现了毕生的梦想”，“既谦虚又激动”。
赫斯本德在一年的训练后进入宇航员办公室工作，在林顿·约翰逊太空中心任高级项目代表，还出任宇航员办公室安全总监（Chief of Safety）一职。在此期间，他主要负责航天飞机升级和应急救生飞船控制系统研究的相关工作，还参与研究重返月球和探测火星的计划。1997年，德克萨斯理工大学为他颁发了“工程学院杰出工程师”的奖项。

### STS-96

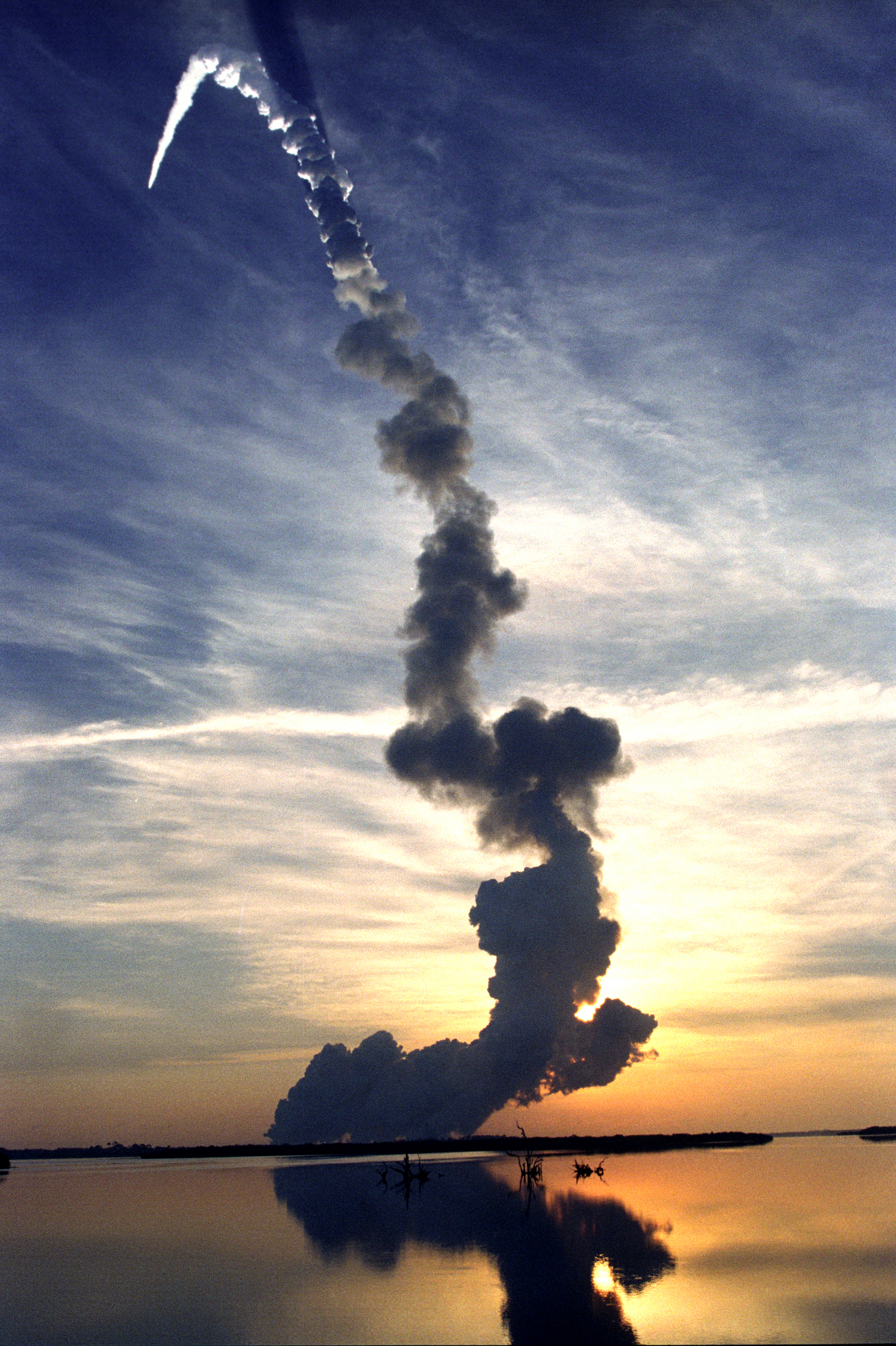
发现号航天飞机于1999年5月27日在肯尼迪航天中心发射升空执行STS-96任务

1990年代冷战结束后，美国宇航局与俄羅斯聯邦太空局在太空领域展开合作，双方于1993年达成协议共同建设国际空间站。建设计划分为三个阶段：第一阶段（1994年－1997年）中，美国航天飞机将与俄罗斯和平号空间站实施对接；第二阶段（1997年－1998年）中，双方开始安装美、俄和加拿大三国设计的核心部件，使空间站能容纳三名宇航员长期生活；第三阶段（1998年－2002年）中，双方将继续扩大国际空间站的功能，加装欧洲空间局和日本设计的部件。:49:3-4, 12按照这一计划，双方于1998年开始组装国际空间站的主要部分。美国宇航局这一年中也频繁公布未来的航天飞机发射计划。:17-18, 55最初计划中，俄罗斯将于1998年11月发射曙光號功能貨艙，美国于12月发射奋进号航天飞机（STS-88任务）将团结号节点舱和两个接驳装置组装到空间站，俄方再于1999年4月安装星辰号服务舱。随后美国将发射发现号航天飞机（STS-96任务）向空间站中运送后勤物资，为未来宇航员在此长期生活做准备。
1998年8月4日，美国宇航局宣布将在次年发射STS-96、STS-97和STS-98三次任务，向空间站运送物资、组装新部件。赫斯本德入选其中的STS-96任务。此时他已是中校军衔，这将是他的首次太空之旅。:55发现号航天飞机原计划在星辰号服务舱安装完成后发射并与其对接，但之后星辰号的发射推迟至2000年，:17-18发现号受此影响改为直接对接节点舱和功能货舱，其对接难度比原计划有所增加。原定于1999年的其他航天飞机任务则延后发射。STS-96任务于是成为这一年中唯一一次将航天飞机发射至国际空间站的任务。:17-18赫斯本德在任务前接受采访时表示自己对首次太空航行“情绪激动”，也坦言此次任务对接难度高于预期，颇具挑战性。
STS-96任务原定于1999年5月中旬发射，但因发射前出现故障而推迟。1999年5月27日，赫斯本德与指令长肯特·罗明杰、丹尼尔·T·巴里、艾伦·奥乔亚、塔玛拉·J·杰尼根、朱莉·佩耶特和瓦列里·托卡雷夫六位宇航员一同登上发现号航天飞机。航天飞机于北美东部夏令时早晨6:49自佛罗里达州肯尼迪航天中心39号发射复合体发射升空。赫斯本德在此次任务中担任飞行员，负责驾驶航天飞机。他还是太空行走的替补成员，在任务前称自己期待能实现出舱漫步。

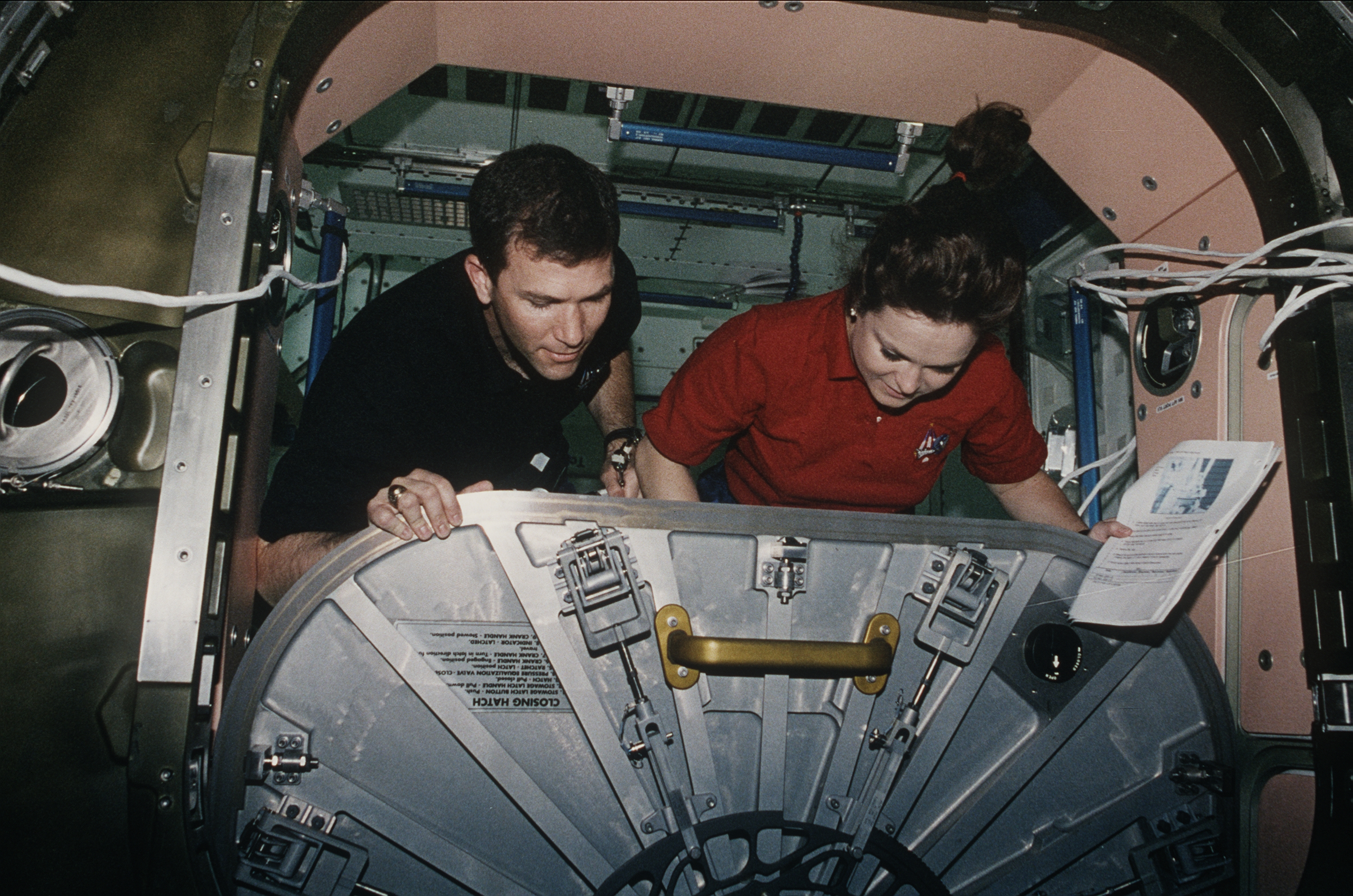
赫斯本德与杰尼根在任务中一同调整团结号节点舱的舱口

5月29日，赫斯本德与罗明杰、奥乔亚和杰尼根合作完成了航天飞机与空间站之间的对接。这是人类历史上首次实现航天飞机与国际空间站的对接。发现号此行将4吨物资运送至空间站，为次年首次远征国际空间站做好了准备工作。:17-18对接后，赫斯本德进入空间站，与巴里一起更换了团结号节点舱的配电系统和无线电收发器。罗明杰与赫斯本德两人还操纵发现号将空间站推进至246規里（396）高的轨道上。北美东部夏令时6月3日下午6:39，赫斯本德、罗明杰、奥乔亚和杰尼根一同操纵航天飞机脱离空间站。随后赫斯本德驾驶航天飞机在距空间站400英尺（120）的空中环绕两周半，然后点燃引擎离开。
6月6日凌晨，赫斯本德和罗明杰驾驶航天飞机离开轨道，开始返航。发现号最终于北美东部夏令时当日凌晨2:02在肯尼迪航天中心15号跑道着陆，整个任务历时9天19小时13分钟。指令长罗明杰在日后称赞赫斯本德“是个优秀的人，也是个出色的领导者”。赫斯本德返航后感慨此次飞行“每一分钟……都是全新的经历”，“在前往空间站的途中第一次目睹她的芳容尤其激动人心”。

### STS-107

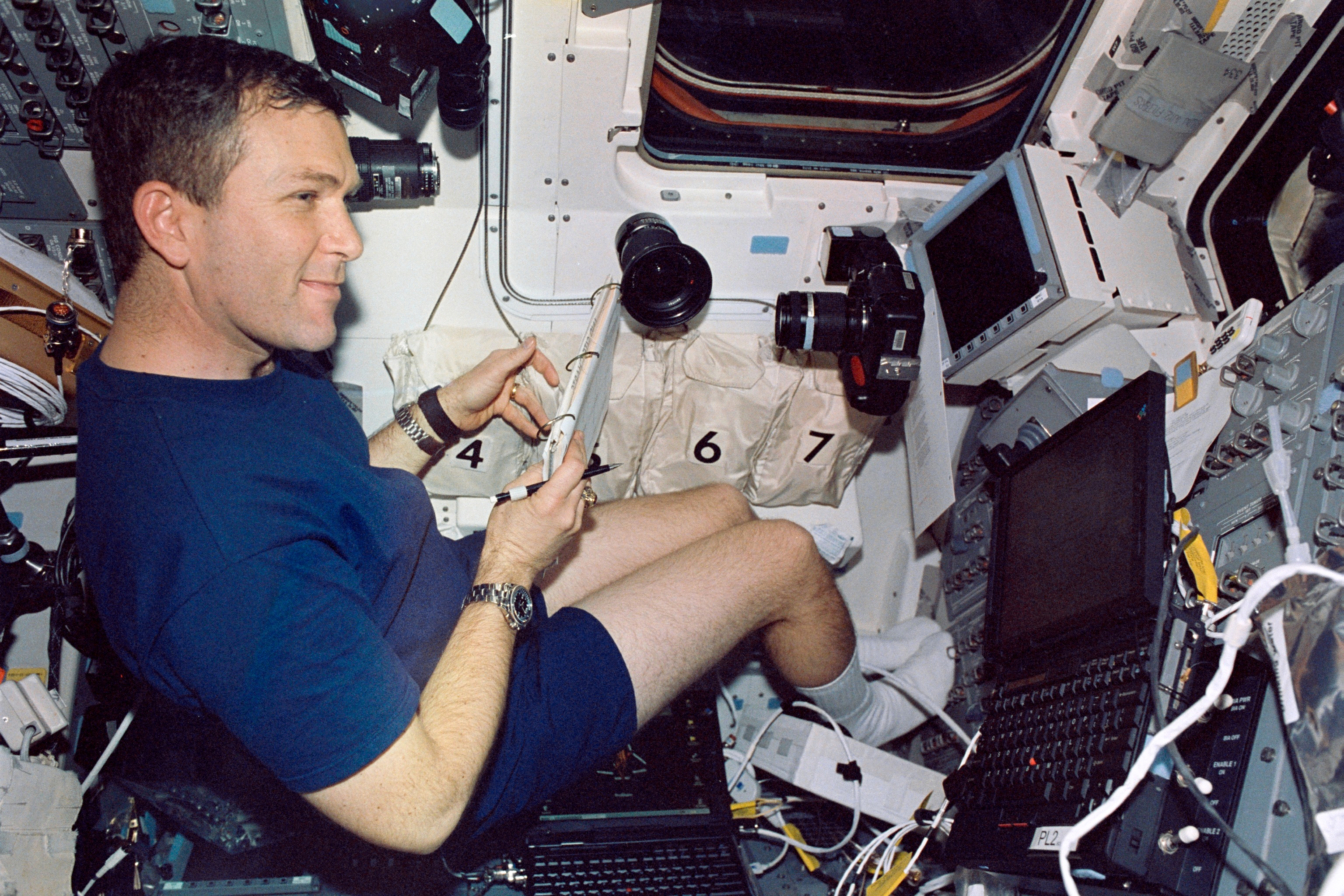
赫斯本德在STS-107任务中的照片，此照片是由在航天飞机残骸中找到的胶卷复原而成

2000年12月，宇航局选定赫斯本德担任哥伦比亚号航天飞机STS-107任务指令长，同时指派威廉·麦库尔作为飞行员。任务中的其他五人迈克尔·安德森、卡尔帕娜·乔拉、大卫·布朗、劳雷尔·克拉克和伊兰·拉蒙则已经于同年9月确定。此时赫斯本德已经是空军上校军衔，这将是赫斯本德第二次执行太空任务。他因此成为自第十組太空人以来首位在个人第二次太空任务中就担任指令长的宇航员。任务计划在太空停留16天，比他之前参与的STS-96任务长6天。他在发射前接受采访时称自己一直希望能在太空停留更久，这次任务就是“绝佳的机会”。他还期待任务中的实验结果能在未来造福于人类。
哥伦比亚号航天飞机原计划于2001年发射，在多次推迟后改至2003年。北美东部时间2003年1月16日上午7:53，赫斯本德率先登上航天飞机。10:39，七人乘坐的哥伦比亚号自肯尼迪航天中心39号发射复合体发射升空。身为指令长，赫斯本德在此行中负责指挥整个任务，还需要在任务最后阶段操纵航天飞机降落地球。
这次任务的主要目的是科学研究，搭载了逾80项实验。赫斯本德参与其中部分实验的数据收集和设备校正，还在任务中调整航天飞机姿态和高度，以便于不同实验的研究。1月31日，即任务结束前一天，赫斯本德与麦库尔、工程师乔拉一同测试了航天飞机返航再入大气层所需的系统。2月1日，赫斯本德与麦库尔启动了返航程序，驾驶航天飞机降至合适的高度。北美东部时间上午8:15，赫斯本德和麦库尔一同操纵哥伦比亚号离开轨道，航天飞机开始降落。

## 事故遇难

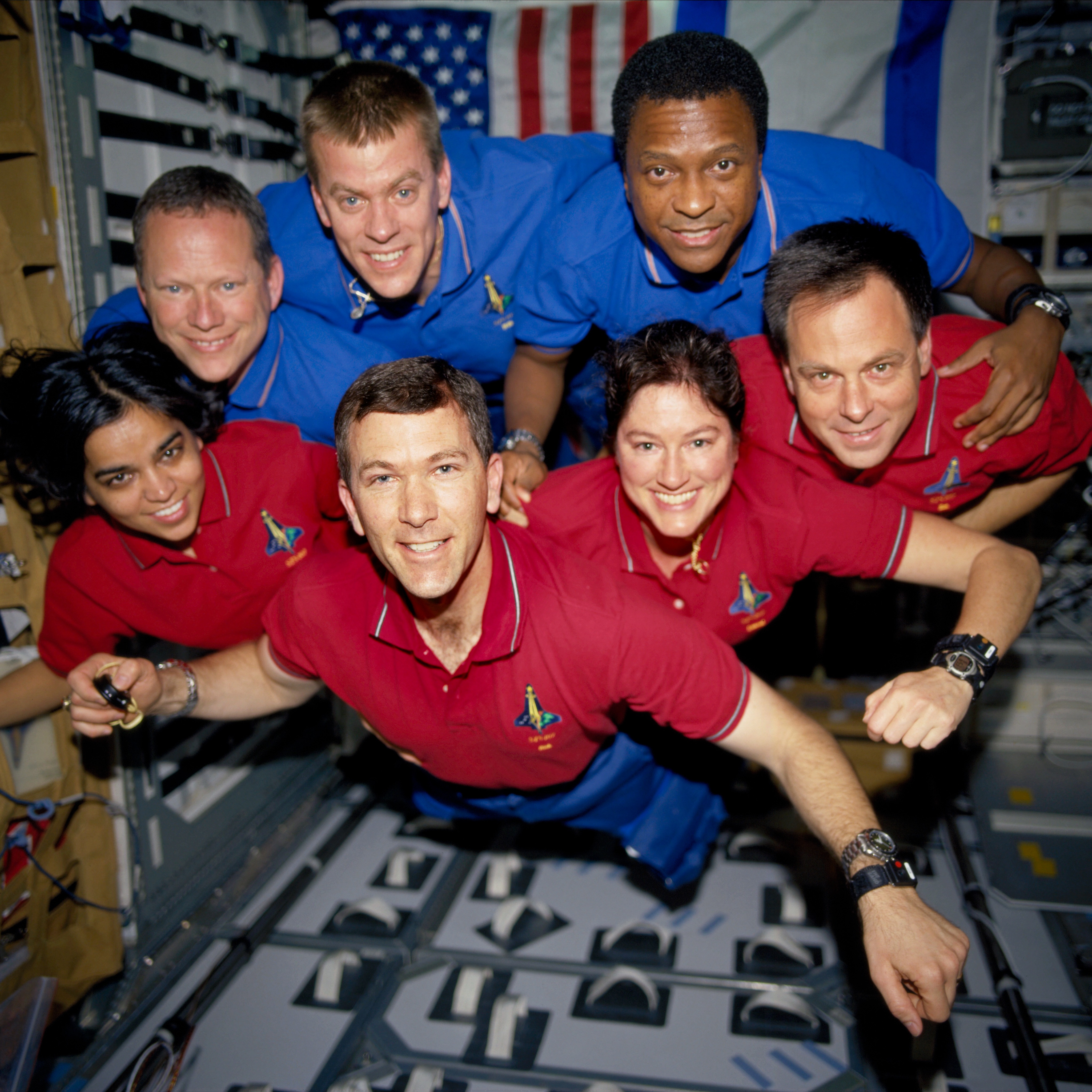
STS-107任务机组人员在航天飞机中的合影，七位宇航员分为红蓝两队，每队12小时轮班工作。前排红队左起依次为：乔拉、赫斯本德、克拉克和拉蒙；后排蓝队左起依次为：布朗、麦库尔和安德森。此照片是由在航天飞机残骸中找到的胶卷复原而成

哥伦比亚号于北美东部时间8:44再入大气层，按计划将于上午9:16着陆。进入大气层后，航天飞机逐渐出现一系列温度和压力异常。8:58:00，航天飞机进入得克萨斯州上空，赫斯本德呼叫地面控制中心，只说了一句“嗯…… 休（斯敦）……”（And, uh, Hou …），通话就突然中断。地面控制中心之后发现无法读取航天飞机左翼温度传感器的数据，胎压数据也突然消失，随即于8:59:15呼叫了哥伦比亚号。机组成员这时已经察觉到传感器的异常。赫斯本德在8:59:32回复，刚说出“收到……”（Roger...），之后一个词尚未说完就与地面失去联系。这是哥伦比亚号与控制中心的最后一次通话，此时航天飞机位于德克萨斯州上空约200,700英尺（61,200）。上午9时，有地面目击者看到返回的航天飞机分解成多个小亮点，伴有巨大的声响。地面控制团队最终于9:12确认哥伦比亚号航天飞机已在空中解体，于是启动应急预案，展开搜救工作。此次任务总时长15天22小时20分钟。
当天下午，美国宇航局证实，七名机组人员在此次事故中全部遇难。美国总统乔治·沃克·布什随后发表讲话告知国民哥伦比亚号事故中“没有幸存者”。次日，七位宇航员的遗体都已尋獲，身份确认和相关调查工作也已经展开。美国宇航局在日后发布的一份调查报告中显示，七位机组成员在航天飞机失控解体的几秒内失去意识，数十秒内已经全部死亡，死因是缺氧、暴露于高海拔环境以及航天飞机失控造成的钝器创伤。而事故发生原因是航天飞机发射时外储燃料箱表面脱落的绝热材料碎片击中左翼，损坏了热防护系统。返航途中航天飞机摩擦大气层产生的大量热量因此烧穿了其外壳导致最终解体。
事故发生后，美国总统发表声明，对七位宇航员表示哀悼。美国白宫、国会大厦、肯尼迪航天中心以及其他联邦公共建筑都下半旗志哀。美国民众也在全国各地的航天博物馆、佛罗里达州肯尼迪航天中心和德克萨斯州林顿·约翰逊太空中心为殉职宇航员献上鲜花和国旗。美国政府于2月4日在休斯敦为七位宇航员举行追悼会，总统布什和宇航局局长肖恩·奧基夫等人到场出席。
2月14日，美国宇航局将赫斯本德的遗体送回故乡。他的遗体于2月21日在家乡阿马里洛下葬。葬礼以军队仪仗队最高规格举行，空军战机也列队飞过上空致意。赫斯本德的遗体埋葬在阿马里洛的拉诺墓园（Llano Cemetery），与他最初学习驾驶飞机的信风机场隔街相望。:211阿马里洛也在葬礼当日举行了悼念仪式。

## 个人生活
赫斯本德是虔诚的灵恩派长老宗基督教徒。他视宗教为生命中的重要一部分，曾表示耶稣“对我来说是真实存在的”，“祂是我的一切”。他也同时相信科学，在太空任务中兼顾科学和宗教信仰。他的好友、美国宇航局前工程师里克·德弗拉（Rick Devera）在纪念他时表示“当科学没有答案时，宗教能填补这一空缺。”赫斯本德在生活中喜爱钓鱼、滑水、滑雪、自行车等运动，还热爱音乐，擅长唱歌。他曾参加教堂的唱诗班，常在婚礼和葬礼上演唱。
1977年，赫斯本德在德克萨斯理工大学结识了高中校友伊芙琳·尼利（Evelyn Neely）。伊芙琳也是基督教的忠实信徒。两人很快成为情侣，于1982年2月27日在阿马里洛结为夫妻。伊芙琳在婚后曾两度流产，之后于1990年和1995年先后产下女儿劳拉（Laura）和儿子马修（Matthew）。赫斯本德十分重视家庭，将家庭放在第一位，对子女的大小事都亲自操心。他曾表示成为宇航员虽然是毕生的梦想，但不值得为此牺牲家庭。
航天飞机失事时，伊芙琳和两个孩子、赫斯本德的弟弟基斯一起，与其他宇航员的家人一同在肯尼迪航天中心等待降落。:8-9事故发生后，伊芙琳仍然留在休斯敦居住，但对接踵而来的公众关注无所适从。她之后刻意保持低调，在赫斯本德生前参与的基督教青年会活动，还参加了慈善组织，为教会中失去丈夫的妇女和失去父亲的儿童提供帮助。
2003年，伊芙琳与美国作家唐娜·范里尔（Donna VanLiere）合作撰写了一部回忆录《高空的呼唤：哥伦比亚号航天飞机指令长里克·赫斯本德勇敢的生活和信仰》（High Calling: The Courageous Life and Faith of Space Shuttle Columbia Commander Rick Husband）。她在书中记录了丈夫的一生，包括他自童年起追求梦想的努力，参加宇航局训练的经历，以及最后一次任务。伊芙琳称自己创作回忆录是为了“记住（两人之间的）每一件小事”，写作过程“非常痛苦”。
2008年1月，伊芙琳再婚，时任宇航局局长迈克尔·D·格里芬和多位宇航员出席了婚礼。伊芙琳在婚后仍然保留了赫斯本德的姓作为新姓氏的一部分，她称仍然思念赫斯本德，但也已经逐渐走出痛苦找回幸福。事故五周年时，宇航局在肯尼迪航天中心举办了纪念仪式，伊芙琳出席仪式，在现场做了演讲。

## 荣誉和纪念
在空军服役期间，赫斯本德曾三度获得军功勋章，还曾获得航空成就獎章、空軍嘉獎獎章和國防部服役獎章。进入宇航局后，赫斯本德所在的X-38試驗機研发团队和轨道飞行器升级研究团队都曾获得宇航局集体成就奖。
哥伦比亚号事故后，赫斯本德被追授予太空飛行獎章、美國宇航局傑出服役勳章和国防部杰出服役勋章。2004年2月3日，时任美国总统布什为包括赫斯本德在内的七位遇难宇航员追授國會太空榮譽勳章。美国肯尼迪航天中心和加利福尼亚州唐尼等地设立了哥伦比亚号纪念馆，政府在阿灵顿国家公墓树立了哥伦比亚号航天飞机纪念碑，背后刻有七位遇难宇航员的姓名。肯尼迪航天中心在太空镜纪念碑上刻下了七人的名字。2003年6月发射的勇气号火星探测器天线背面也写上了七人的姓名。美国宇航局将勇气号着陆点附近的一座火星丘陵群命名为哥伦比亚丘陵，其中一座山峰命名为赫斯本德山。此外还有小行星51823和月球阿波罗环形山中的赫斯本德陨石坑也是以他的名字命名。2016年，美国宇航局发射天鹅座6号任务，通过天鵝座宇宙飛船向国际空间站运送物资。此次任务中的飞船被命名为“里克·赫斯本德号”，飞船中还装载了一张赫斯本德的照片。

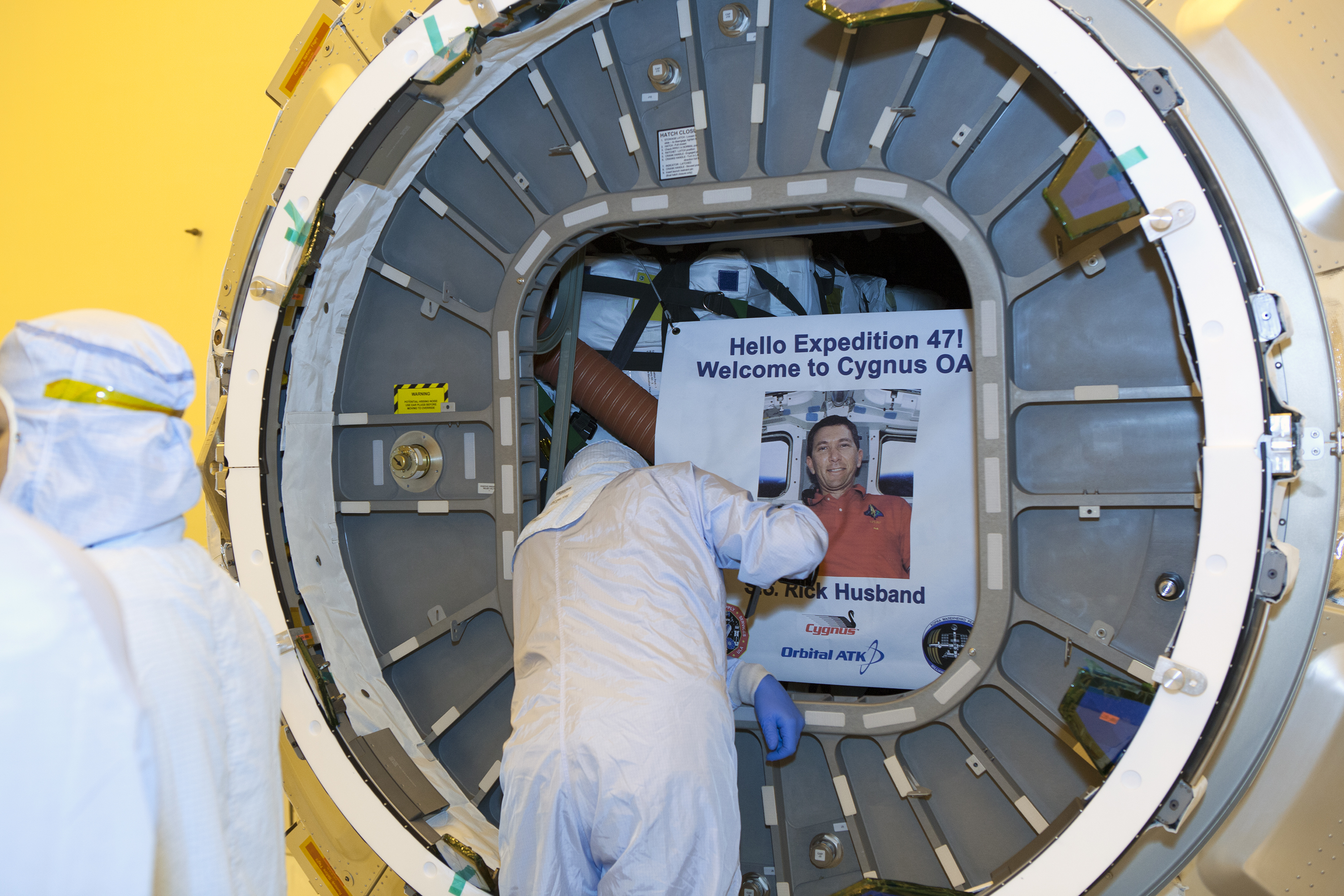
天鹅座6号任务中的飞船被命名为“里克·赫斯本德号”，还装载有赫斯本德的照片

赫斯本德逝世后，他的家乡阿马里洛随即在2月25日决定将当地的机场更名为里克·赫斯本德阿马里洛国际机场。此后在2007年和2009年，亚特兰提斯号航天飞机和发现号航天飞机在搭乘波音747运输飞机运输过程中都曾短暂到访这座机场。阿马里洛在机场和市中心还修建了两座赫斯本德的雕像。赫斯本德的母校加州州立大学弗雷斯诺分校在2007年与波音公司合作，以他的名字创建“赫斯本德-波音工程学荣誉奖学金计划”（Husband-Boeing Honors Scholars Program in Engineering），以鼓励优秀的工程学学生。此外，得克萨斯州的多座城市以赫斯本德的名字命名街道，全美各地也有各种不同形式的纪念。